# Eugeniusz Korzeniewski
Eugeniusz Korzeniewski pseud. Ryg (ur. 24 października 1914, zm. 16 czerwca 1948 w Oleksinie) – żołnierz Armii Krajowej, podoficer Zrzeszenia Wolność i Niezawisłość, plutonowy 6 Partyzanckiej Brygady Wileńskiej, dowódca rezerw tej Brygady w Obwodzie Bielsk Podlaski, żołnierz wyklęty.
Eugeniusz Korzeniewski był uczestnikiem kampanii wrześniowej 1939 roku. W czasie wojny i po wojnie był dowódcą oddziału partyzanckiego AK-ROAK w Obwodzie Wysokie Mazowieckie. W 6 Wileńskiej Brygadzie (WiN) był dowódcą rezerw w Obwodzie Bielsk Podlaski.
W wyniku działań operacyjnych UB na podstawie informacji uzyskanych od Stanisława Kobylińskiego „Migdała”, zdrajcy z oddziału Waleriana Nowackiego „Bartosza”, Eugeniusz Korzeniewski został zamordowany wraz z Marią Ryczkowską w kolonii Oleksin 16 czerwca 1948 roku.

## Order
Postanowieniem prezydenta RP Lecha Kaczyńskiego z 9 listopada 2007 roku „za wybitne zasługi dla niepodległości Rzeczypospolitej Polskiej” Eugeniusz Korzeniewski został pośmiertnie odznaczony Krzyżem Komandorskim Orderu Odrodzenia Polski, a przekazanie orderu rodzinie odbyło się 11 listopada tego samego roku w czasie uroczystości z okazji Narodowego Święta Niepodległości.